# Синглтон, Патрик
Па́трик Де́рек Синглто́н (англ. Patrick Derek Singleton ; род. 15 октября 1974 года) — бывший бермудский саночник и скелетонист, участник трёх Олимпиад.

## Биография
Патрик Синглтон родился на Бермудах, но большую часть жизни провёл в США. Он учился в университете Северной Каролины и получил образование в сфере журналистики. Там же Патрик и начал заниматься санным спортом.
В 1998 году Синглтон квалифицировался на Игры в Нагано. В соревнованиях саночников он показал 27 результат из 34 участников.
В 2002 году бермудский саночник второй раз выступил на Играх, где был знаменосцем сборной. По итогам соревнований Синглтон стал 37-м, обойдя тринадцать спортсменов.
После Олимпиады Патрик ушёл из санного спорта и начал выступать в скелетоне. Большую часть времени он тренировался вместе со сборной Британии. Бермудец смог квалифицироваться на Олимпиаду в Турине, где второй раз нёс флаг сборной на церемонии открытия Игр. В первенстве скелетонистов он показал 19 результат из 27 спортсменов.
Синглтон продолжил свою карьеру и собирался выступить на Играх в Ванкувере, но за месяц до их начала получил травму, которая не позволила ему стартовать на четвёртой подряд Олимпиаде. После этого Патрик Синглтон принял решение завершить карьеру.